# San Joaquín (Beni)
San Joaquín est une municipalité et une localité de la Bolivie, capitale de la province de Mamoré dans le département du Beni.
Localisée à 244 kilomètres au nord de la ville de Trinidad, la capitale départementale, elle est située à 142 mètres au-dessus du niveau de la mer. Son climat est chaud, avec une température moyenne annuelle de 24 °C et des précipitations pluviales annuelles de 1 700 mm.
San Joaquín est également appelée « San Joaquín de Aguas dulce », car ses eaux sont fraîches, et « La Perla del Beni », nom donné par l'évêque Carlos Anasagasti. Elle est située sur la rive gauche de la rivière Machupo, un affluent de la rivière Iténez, et sur la rive orientale du lac Bolívar. Lors du recensement bolivien de 2012, la municipalité compte une population de 4 500 habitants.

## Histoire
Le territoire qui comprend aujourd'hui la municipalité de San Joaquín faisait partie de la région précolombienne connue sous le nom de Llanos de Moxos.
Fondée le 21 août 1708 par les pères jésuites Antonio de Orellana et Pedro de Rado, San Joaquín est d'abord localisée sur la rive gauche du río San Martín, un affluent du río Blanco (province d'Iténez), près des villes de Baures et Huacaraje. Ses premiers habitants sont des Baures, un peuple indigène. Le sort de cette mission jésuite est assez mouvementé, à la fois en raison de facteurs environnementaux et de l'infiltration constante des Bandeirantes, qui kidnappent les aborigènes pour les emmener comme esclaves au Brésil.
Effrayés par les épidémies provoquées par la prolifération des populations de chauves-souris et de vermine, les Jésuites déplacent la ville, 87 ans après avoir été fondée, à son emplacement actuel, dans l'angle formé par le ruisseau Agua Dulce au nord du río Machupo. Sa superficie approximative du territoire municipal est de 9 128,65 kilomètres carrés.
Au fil des années, elle se démarque dans la région par sa prospérité, autant en termes de population que de capacité de production animale et agricole.

## Géographie
La municipalité de San Joaquín occupe la partie centrale de la province de Mamoré, au nord du département du Beni. Le Brésil la borde au nord, , la municipalité de San Ramón à l'est, la municipalité de Santa Ana del Yacuma dans la province de Yacuma au sud, la municipalité d' Exaltación, également dans la province de Yacuma, à l'ouest et la municipalité de Puerto Siles au nord-ouest.
Le climat est chaud et humide, avec une température moyenne de 26º Celsius. Elle se trouve à 139 mètres d'altitude. L'humidité relative moyenne par mois est de 72 %. Il y a en moyenne 98,3 jours de précipitations.

## Démographie
La population de la municipalité de San Joaquín a augmenté de plus de moitié au cours des deux dernières décennies, tandis que la population du noyau villageois a augmenté d'environ un tiers au cours des deux dernières décennies :
| Année | Habitants (municipalité) | Habitants (localité) | Fontaine    |
| ----- | ------------------------ | -------------------- | ----------- |
| 1992  | 4 233                    | 3 489                | Recensement |
| 2001  | 5 452                    | 4 094                | Recensement |
| 2012  | 6 917                    | 4 556                | Recensement |

## Administration et politique
L'État national est représenté par le gouverneur adjoint nommé par le gouverneur départemental, le chef de la police nationale et le commandant des forces armées de terre.
La municipalité est dirigée par la mairie municipale autonome, composée du maire, de hauts fonctionnaires et du conseil municipal.

## Économie
L'économie de San Joaquín est basée substantiellement sur l'agriculture. Il s'y produit, par ordre d'importance, du riz, du maïs, du manioc, des haricots, de la canne à sucre et du joco (courge). La production de bananes est également importante.
Plusieurs carrières de gravier existent aussi sur le territoire. L'eau joue un rôle important, non seulement dans à la navigation mais aussi pour les ressources halieutiques. Les habitants de la région complètent leur alimentation par une pêche abondante dans les rivières et les lagunes situées dans la municipalité. 

## Culture et sports
La ville de San Joaquín de Agua Dulce célèbre sa fête patronale (civico-religieuse) le 21 août et dure 3 jours. De multiples activités sont organisées, notamment des spectacles et prestations folkloriques avec des danses indigènes, telles que la Flautilla (contre-danse), Zarao, El Torito, Los Macheteros, la danse des Maures, le cerf, la baticamarada, qui font tous partie de la culture régionale depuis la fondation de la municipalité en 1708. D'autres activités sont également organisées comme le combat de coqs, les courses de chevaux et la tauromachie.
Des centres de loisirs sportifs se trouvent dans chaque quartier de la ville, en plus du stade sportif Lic. Jaime Paz Zamora, centre névralgique des événements de quartier et des championnats intercollégiaux. Un colisée fermé est présent également, où il est possible d'y pratiquer le football, le volley-ball et le basket-ball en salle.

## Personnalités liées
- Jeanine Áñez, 66e présidente de la Bolivie[5]